# Эшшольция Леммона
Эшшольция Леммона (лат. Eschscholzia lemmonii) — вид травянистых растений рода Эшшольция (Eschscholzia) семейства Маковые (Papaveraceae). Назван в честь американского ботаника и исследователя Джона Гилла Леммона (1831—1908). Он и его жена Сара Пламмер Леммон (1836—1923) были известные собиратели и исследователи флоры Калифорнии. Сара Леммон была инициатором выбора калифорнийского мака символом штата. В их честь названы целый ряд растений, в честь Сары Леммон названа гора Леммон в Аризоне.

## Подвиды
- Eschscholzia lemmonii lemmonii
- Eschscholzia lemmonii kernensis (Munz) C.Clark (округ Керн, Калифорния)

## Ареал и местообитание
Эшшольция Леммона является эндемиком Калифорнии, где встречается на прибрежных горных грядах Калифорнии и в предгорьях Сьерра-Невады. Ареал единственного подвида E. lemmonii kernensis[прояснить] ограничен горными хребтами округа Керн. Растёт на открытых лугах.

## Описание
Однолетнее травянистое растение, растёт из припочвенной розетки, листья базальные и стеблевые, сегментированные, с закруглёнными долями. Стебель прямостоячий, высотой 5—30 см. Цветок одиночный с оранжевыми или тёмно-жёлтыми лепестками, 15—40 мм. Плод — капсула 3—7 см, семена — мелкие коричневые сетчатые, 1,3—1,8 мм.
Кариотип: 2n = 12.